# Canthium libericum
Canthium libericum är en måreväxtart som beskrevs av Max Julius Dinklage. Canthium libericum ingår i släktet Canthium och familjen måreväxter.
Artens utbredningsområde är Liberia. Inga underarter finns listade i Catalogue of Life.